# Каэтану, Марселу
Марсе́лу Жозе́ даш Не́веш А́лвеш Каэта́ну (порт. Marcello José das Neves Alves Caetano; 17 августа 1906, Лиссабон — 26 октября 1980, Рио-де-Жанейро) — португальский юрист, политик и государственный деятель, премьер-министр Португалии в 1968—1974 годах. Один из руководителей Нового государства, преемник Антониу ди Оливейры Салазара в должности главы правительства. Проводил политику ограниченной либерализации, сохраняя основы авторитарного режима. Свергнут Революцией гвоздик, скончался в эмиграции. Известен также как учёный-правовед, университетский преподаватель, ректор Лиссабонского университета и историк португальской юриспруденции.

## Учёный-юрист
Родился 17 августа 1906 года в Лиссабоне в семье таможенного инспектора, младшим из шестерых детей. Жозе Алвеш Каэтану — отец Марселу Каэтану — отличался консервативными взглядами, был казначеем Общества святого Викентия де Поля в лиссабонском районе Анжуш.
Под влиянием отца Марселу собирался стать католическим священником, затем врачом. Однако изменил намерение и поступил на юридический факультет Лиссабонского университета. Окончил в 1927 году. В 1931 году получил учёную степень доктора политических и экономических наук.
С 1933 года Марселу Каэтану — профессор Лиссабонского университета. Служил также аудитором в министерстве финансов, тесно сотрудничал с Антониу ди Салазаром.
Как юрист Каэтану специализировался на административном, конституционном и корпоративном праве.
Автор ряда сочинений по административной юриспруденции и истории португальского права. Публиковал научные статьи в юридических изданиях. Уделял особое внимание правовым основам государственно-административного управления. Считается одним из основателей правовой системы современной Португалии.

## Политик и министр
В молодости Марселу Каэтану придерживался крайне правых политических взглядов. Ещё в школе он состоял в совете лузитанских интегралистов. Редактировал журнал Ordem Nova — Новый порядок — «антимодернистский, антилиберальный, антидемократический, антибольшевистский и антибуржуазный». Позиционировался как корпоративист, националист и антикоммунист. Полностью разделял идеи лузотропикализма и принципы колониальной политики. В юности высказывал также монархические воззрения, но отошёл от них после военного переворота 1926 года.
Марселу Каэтану был убеждённым активным сторонником Антониу Салазара и авторитарно-корпоративного Нового государства. Состоял в салазаристском Национальном союзе. В 1940—1944 годах возглавлял салазаристскую молодёжную организацию. Участвовал в подготовке Конституции 1933 года и корпоративистского трудового законодательства. Выступал как идеолог португальского корпоративизма, в 1949—1955 годах был председателем Корпоративной палаты — консультативного законосовещательного органа, представляющего в государственной системе португальские корпорации: предпринимательские «гремиуш», рабочие синдикаты, крестьянские «народные дома», другие социальные организации, научные и культурные объединения.
В 1940—1950-х годах Каэтану занимал видные правительственные посты: министр колоний (1944—1947), министр связи (1956), исполнял обязанности министра иностранных дел (1956—1957). В 1955—1958 годах возглавлял президиум правительства, координирующий функционирование государственных ведомств. Входил в круг приближённых премьер-министра Антониу Салазара. Активно поддержал Салазара против монархистов, предлагавших восстановление королевской власти после смерти президента Кармоны в 1951 году.
Раньше других руководителей «Нового государства» Марселу Каэтану стал замечать признаки кризиса политической системы. Ещё в середине 1940-х он вносил на рассмотрение Салазара реформистские предложения (и именно в качестве критика вызывал особый интерес премьера). Каэтану предпочитал политическое маневрирование и ограниченные реформы, а не усиление репрессий. Позиция Каэтану эволюционировала в либеральном направлении. Он высказывался за некоторые ослабление государственного централизма, повышение самостоятельности корпораций, стимулирование частного бизнеса, допущение политических дискуссий в СМИ. Это создало ему популярность среди либеральной буржуазии, интеллигенции и студенчества, но вызвало резкое отторжение сторонников жёсткой линии в правящих кругах. Каэтану был отодвинут от государственных постов, но остался руководителем исполнительной комиссии Национального союза.
В 1959—1962 годах Марселу Каэтану был ректором Лиссабонского университета. Подал в отставку в знак протеста против полицейского подавления студенческих выступлений.

## Глава правительства

### Компромиссное назначение
3 августа 1968 года Салазар получил бытовую травму, в результате которой у него развился инсульт. Спустя несколько недель стало очевидным, что он более не может оставаться главой правительства. В итоге острой закулисной борьбы в премьеры был выдвинут Марселу Каэтану как компромиссная фигура. С одной стороны, к тому времени он обладал репутацией «либерала», с другой — не имел организованной поддержки в госаппарате и силовых структурах. Предполагалось, что премьерство Каэтану станет положительным жестом в адрес оппозиции и международной общественности, но реальная политика премьера будет определяться консерваторами. Назначение было обставлено рядом условий, главным из которых являлось продолжение правительством войны в Африке ради сохранения колониальной империи.
27 сентября 1968 президент Португалии Америку Томаш назначил Марселу Каэтану премьер-министром Португалии. Салазару об этом не было сообщено. Утратив дееспособность, основатель «Нового государства» до конца жизни продолжал считать себя главой правительства.

### Марселистская весна
Марселу Каэтану стремился придать режиму динамику развития при сохранении фундаментальной преемственности. Эта концепция была названа Evolução na continuidade — Эволюция в непрерывности. Ограниченная либерализация времён его правления была названа Марселистской весной. Каэтану предпринял шаги по открытию экономики для иностранных инвестиций, активизировал отношения со странами ЕЭС, повысил социальные расходы, стимулировал расширение доступа к образованию. Несколько ослабла цензура СМИ, сократились репрессии ПИДЕ. Премьер-министр ввёл в практику регулярные телевизионные выступления с разъяснениями своей политики. Стали обсуждаться проекты автономизации колоний и преобразования колониальной империи в межконтинентальную федерацию.
Получили возможность вернуться в Португалию известные политэмигранты, в том числе и такой видный оппозиционер, как Мариу Суареш. Вошли в обиход политические дискуссии о демократических реформах и европейском пути развития, главную роль в которых играли молодые либералы, многие из которых были студентами Каэтану в Лиссабонском университете. Некоторые из них — в том числе будущие послереволюционные премьер-министры Франсишку Са Карнейру и Франсишку Пинту Балсемау — на выборах 1969 года стали депутатами парламента. Выборы проводились с допущением кандидатов от оппозиции при системе, при которой все места отдавались партии, набравшей большинство голосов. Оппозиция организовала независимые Демократические избирательные комиссии и Португальское демократическое движение как легальное движение, объединявшее оппозиционные силы. Избирательная комиссия движения набрала 10%, и независимые комиссии были запрещены.
Такая политика в принципе соответствовала интересам значительной части среднего класса, буржуазии, интеллигенции и социальных низов. Но разговоры о преобразованиях заменяли реальные реформы. Самыми заметными переменами стали два переименования: правительственная партия Национальный союз (UN) стала называться Национальное народное действие (ANP), тайная полиция ПИДЕ (PIDE — Международная полиция защиты государства) — ДЖС (DGS — Генеральный директорат безопасности). Основы социальной системы и политического режима сохранялись в неприкосновенности. Продолжалась зашедшая в тупик колониальная война. В доверительных беседах с либералами Каэтану объяснял отсутствие преобразований сопротивлением салазаристов и предлагал втайне от них писать и обсуждать проекты на будущее.

### Политическая изоляция
Энтузиазм Марселистской весны постепенно сошёл на нет. Каэтану стал восприниматься как «второе издание» Салазара, но без авторитета предшественника. Оппозиционеры и диссиденты упрекали его в двуличности. Салазаристы, лидерами которых являлись давние соперники Каэтану Жуан Пинту да Кошта Лейте и Энрике Эрнешту Тенрейру, считали, что политика премьера расшатывает государство. Крайне правый генерал Каулза Оливейра ди Арриага с 1973 года готовил переворот и установление военной диктатуры.
После смерти Салазара 27 июля 1970 года развернулось политическое контрнаступление салазаристов: ужесточилась салазаристская пропаганда, прошли внушительные демонстрации Португальского легиона, вновь усилились репрессии ДЖС. Всеобщее недовольство вызывали неудачи колониальной войны в Португальской Гвинее, где португальские войска терпели поражения, несмотря на физическую ликвидацию лидера ПАИГК Амилкара Кабрала.
Каэтану утратил политическую опору. Ранее ориентированные на него буржуазные и интеллигентские круги разочаровались в проводимом курсе. Политика косметических изменений при сохранении структурных основ режима не имела поддержки ни в каких общественных группах. Вопрос состоял лишь в том, справа или слева будет нанесён удар. Общие тенденции 1970-х годов делали шансы левых более серьёзными.

## Свержение
25 апреля 1974 года Движение капитанов совершило Революцию гвоздик. Режим «Нового государства» был свергнут. Премьер-министра Марселу Каэтану взял под арест капитан Фернанду Жозе Салгейру Майя. Каэтану не оказал никакого сопротивления, попросив лишь «передать власть какому-нибудь генералу, а не черни» (таким генералом первоначально выступил Антониу ди Спинола, имевший обстоятельную беседу с низложенным премьером).
На следующий день, 26 апреля, Каэтану с группой высокопоставленных чиновников свергнутого режима был доставлен из Лиссабона на Мадейру. Через месяц, 25 мая, он был выслан в Бразилию. Произошедшие события рассматривал как национальную катастрофу, особенно деколонизацию, которая, по его мнению, лишила Португалию необходимых материальных ресурсов, обрекла её на подчинение иностранным государствам и потерю суверенитета.

## Эмиграция
В эмиграции Марселу Каэтану жил в Рио-де-Жанейро, преподавал юриспруденцию в Университете Гама Филью. Был вполне интегрирован в бразильское общество, обладал авторитетом в интеллектуальных кругах. Получал солидную зарплату, имел квартиру в престижном квартале и служебный автомобиль.
Каэтану издал в Бразилии несколько книг по правоведению и истории, в том числе Minhas Memórias de Salazar («Мои воспоминания о Салазаре»). Вёл своеобразную мемуарную полемику с Томашем (экс-премьер и экс-президент возлагали друг на друга вину за падение режима). Положение в Португалии, как и собственную судьбу, оценивал скорее пессимистично.
Скончался Марселу Каэтану 26 октября 1980 года в возрасте 74 лет от сердечного приступа. Похоронен на кладбище Святого Иоанна Крестителя в Рио-де-Жанейро.

## Семья и личность
Марселу Каэтану был женат, имел четверых детей. Его жена Тереза ди Барруш была сестрой республиканского политика Энрике ди Барруша, известного как непримиримый противник «Нового государства», Салазара и Каэтану.
Семейство Каэтану поддерживало дружеские отношения с семейством Ребелу де Соуза. Балтазар Ребелу де Соуза являлся секретарём Марселу Каэтану, когда тот занимал пост министра колоний. Будущий президент Португалии Марселу Ребелу де Соуза — сын Балтазара — был назван в честь Марселу Каэтану, который должен был стать его крёстным отцом. Марселу был учеником профессора Каэтану на юридическом факультете Лиссабонского университета.
Знавшие его люди вспоминают Марселу Каэтану как человека строгого, требовательного и авторитарного, чуждого демократизму не только политически, но и по складу характера и типу мышления.

## Награды
Награды Португалии
| Страна     | Дата              | Награда                                                                           | Награда                                                                           | Литеры |
| ---------- | ----------------- | --------------------------------------------------------------------------------- | --------------------------------------------------------------------------------- | ------ |
| Португалия | 28 мая 1937 —     | Кавалер Большого креста ордена Христа                                             | Кавалер Большого креста ордена Христа                                             | GCC    |
| Португалия | 31 октября 1944 — | Кавалер Большого креста ордена Народного образования                              | Кавалер Большого креста ордена Народного образования                              | GCIP   |
| Португалия | 16 декабря 1953 — | Кавалер Большого креста ордена Колониальной империи                               | Кавалер Большого креста ордена Колониальной империи                               | GCIC   |
| Португалия | 9 августа 1958 —  | Кавалер Большого креста Военного ордена Святого Якова и Меча                      | Кавалер Большого креста Военного ордена Святого Якова и Меча                      | GCSE   |
| Португалия | 20 октября 1971 — | Кавалер Большого креста Военного Ордена Башни и Меча, Доблести, Верности и Заслуг | Кавалер Большого креста Военного Ордена Башни и Меча, Доблести, Верности и Заслуг | GCTE   |

Награды иностранных государств
| Страна  | Дата вручения | Награда                                   | Награда                                   | Литеры |
| ------- | ------------- | ----------------------------------------- | ----------------------------------------- | ------ |
| Испания | 1970 —        | Кавалер цепи ордена Изабеллы Католической | Кавалер цепи ордена Изабеллы Католической |        |